# Czesław Nowak (pilot)
Czesław Jan Nowak (ur. 12 maja 1919 r. w Mądrych, zm. 30 sierpnia 1944 r. w Caorle) – pilot, porucznik Polskich Sił Powietrznych, kawaler Virtuti Militari.

## Życiorys
Syn Jana i Jadwigi z domu Rozmiarek, miał szóstkę rodzeństwa. Ukończył szkołę powszechną w Mądrych, 16 czerwca 1937 r. zdał małą maturę w liceum w Środzie. Następnie uczył się w  Państwowym  Gimnazjum Męskim im. Ignacego Paderewskiego w Poznaniu. W 1938 r. odbył przeszkolenie szybowcowe w Ustjanowej. 15 maja 1939 r. zdał egzamin maturalny i zaraz po tym, na lotnisku Lublinek, ukończył szkolenie w pilotażu silnikowym. 
Złożył podanie o przyjęcie na szkolenie w Centrum Wyszkolenia Oficerów Lotnictwa. 29 sierpnia 1939 r. został zmobilizowany i przydzielony do 3. pułku lotniczego. Po agresji ZSRR na Polskę podjął razem ze swoim oddziałem próbę przejścia na teren Rumunii. W rejonie Horodenki został 18 września schwytany przez oddziały Armii Czerwonej. Z grupą młodocianych został zwolniony z niewoli i dotarł do Lwowa.
Przez Węgry, Jugosławię i Włochy, przedostał się do Francji. 1 grudnia 1939 r. trafił do bazy polskiego lotnictwa w Lyon-Bron. Został przydzielony do kompanii administracyjnej, gdzie zajmował się ewidencjonowaniem polskich lotników. Po niemieckim ataku na Francję został przydzielony do artylerii przeciwlotniczej, a 27 maja 1940 r. do 10. Brygady Kawalerii Pancernej. Po upadku Francji został ewakuowany do Wielkiej Brytanii, do Glasgow przybył 22 czerwca 1940 r.
Zgłosił się do służby w Polskich Siłach Powietrznych, otrzymał numer służbowy RAF P2070. 17 marca 1941 r. został skierowany na teoretyczny kurs pilotażu do Centrum Wyszkolenia Ziemnego w Blackpool. 21 lipca otrzymał przydział do dywizjonu 308 jako pomoc mechanika. Chciał podnosić swoje kwalifikacje, 23 sierpnia trafił do 15. Elementary Flying Training School. 15 października do Air Crew Reception Center w Londynie, skąd 22 października został skierowany do 8. Secondary Flying Training School. 
Szkolenie pilotażowe ukończył 13 kwietnia 1942 r. i został przydzielony do 1 Anti Aircraft Cooperation Unit. 2 października został skierowany na Szkoły Podchorążych i Kawalerii Zmotoryzowanej w Auchtermuchty. Po jego ukończeniu 21 grudnia został awansowany na stopień podchorążego. W 58. Operational Training Unit kontynuował szkolenie na samolotach myśliwskich. Po jego ukończeniu 15 marca 1943 r. otrzymał przydział bojowy do dywizjonu 302. Doskonalił swoje umiejętności pilotażowe, podczas jednego z lotów treningowych 24 kwietnia zderzył się z Supermarine Spitfire (nr ser. AR385, oznaczenie kodowe WX-J) pilotowanym przez por. Józefa Deca. Dec zginął, Nowak zdołał wylądować na uszkodzonym samolocie. W maju rozpoczął loty operacyjne, pierwsze z nich wykonywał na poszukiwanie na wodach La Manche zestrzelonych pilotów oraz osłonę konwojów. W kolejnych miesiącach wykonywał loty bojowe w osłonie bombowców nad Francją oraz na wymiatanie. W sierpniu ukończył kurs oficerski i został promowany na stopień podporucznika. W kolejnych lotach bojowych latał nad okupowaną Francję, Belgię i Holandię. Zgłosił swoją kandydaturę do wyjazdu na Bliski Wschód.
21 stycznia 1944 r. został przeniesiony do dywizjonu 577, gdzie latał na rzecz ćwiczącej artylerii przeciwlotniczej. 1 marca otrzymał awans na stopień porucznika, 10 marca został skierowany do jednostki tranzytowej. 29 marca na pokładzie statku Alcancara wyruszył w podróż do Egiptu, gdzie dopłynął 12 kwietnia.
Został przydzielony do dywizjonu 318. Brał udział w lotach na rozpoznanie oraz korygowanie ognia artylerii. 13 lipca został przeniesiony do dywizjonu 417 RCAF, a 20 sierpnia do dywizjonu 241, gdzie latał na atakowanie celów naziemnych.
30 sierpnia wykonywał lot na rozpoznanie w rejonie Bolonii. Podczas ataku na kolumnę transportową jego Spitfire (nr ser. JG540) uderzył skrzydłem o drzewo w okolicach Caorle, pilot zginął na miejscu. Został pochowany na cmentarzu San Lazzaro di Savena w Bolonii.
W 2019 r. w Mądrych odsłonięto tablicę upamiętniająca Czesława Nowaka.

## Ordery i odznaczenia
Za swą służbę otrzymał odznaczenia:
- Krzyż Srebrny Virtuti Militari nr 10775,
- Krzyż Walecznych,
- Medal Lotniczy – trzykrotnie,
- Polowa Odznaka Pilota.